# Спирово (Лодейнопольский район)
Спирово — деревня в Алёховщинском сельском поселении Лодейнопольского района Ленинградской области.

## История
В конце XIX — начале XX века деревня административно относилась к Красноборской волости 2-го стана 2-го земского участка Тихвинского уезда Новгородской губернии.

СПИРОВО (ПЕТРУХНОВО) — деревня Ольховского сельского общества, число дворов — 21, число домов — 21, число жителей: 40 м. п., 54 ж. п.; 

Занятие жителей — земледелие, лесные промыслы. Река Капша . (1910 год)

С 1917 по 1918 год деревня входила в состав Красноборского сельсовета Тихвинского уезда Новгородской губернии.
С 1918 года в составе Череповецкой губернии.
С 1927 года в составе Ольховского сельсовета Оятского района. В 1927 году население деревни составляло 114 человек.
Согласно карте Ленинградской области Северо-западного аэрогеодезического треста ГГУ издания 1932 года деревня насчитывала 15 крестьянских дворов.
По данным 1933 года деревня Спирово входила в состав Ольховского сельсовета Оятского района.

Деревня Спирово на карте РККА 1940 года

С 1955 года в составе Лодейнопольского района.
В 1958 году население деревни составляло 51 человек.
По данным 1966 года деревня Спирово также входила в состав Ольховского сельсовета.
По данным 1973 и 1990 годов деревня Спирово входила в состав Ребовического сельсовет.
В 1997 году в деревне Спирово Тервенической волости проживали 7 человек, в 2002 году — 5 человек (все русские).
В 2007 году в деревне Спирово Алёховщинского СП проживали 4 человека, в 2010 году — 2, в 2014 году — не было постоянного населения.

## География
Деревня расположена в юго-восточной части района на автодороге 41К-240 (Тервеничи — Ребовичи). 
Расстояние до административного центра поселения — 39 км.
Расстояние до ближайшей железнодорожной станции Лодейное Поле — 91 км.
Деревня находится на правом берегу реки Капша.

## Демография
| 1910 | 1927 | 1958 | 1997 | 2007 | 2010 | 2014 |
| ---- | ---- | ---- | ---- | ---- | ---- | ---- |
| 94   | ↗114 | ↘51  | ↘7   | ↘4   | ↘2   | ↘0   |
| 2015 | 2016 | 2017 |      |      |      |      |
| ↗2   | →2   | →2   |      |      |      |      |

### Национальный состав
Согласно данным Всероссийской переписи населения 2021 года в деревне проживали 3 человека, все русские.

## Инфраструктура
На 1 января 2014 года в деревне было зарегистрировано частных жилых домов — 14
На 1 января 2015 года в деревне зарегистрировано: хозяйств — 1, жителей — 2.